# Morti nel 1556
| Questa pagina contiene informazioni ricavate automaticamente dalle voci biografiche con l'ausilio del template Bio e di un bot. L'aggiornamento è periodico e automatico e ricostruisce completamente la pagina. Se manca una persona in questa lista, sei pregato di non aggiungerla, ma accertati piuttosto che la sua voce biografica contenga il template Bio e che i dati anagrafici siano correttamente compilati. Se il template Bio manca, inseriscilo tu stesso o, in alternativa, metti l'avviso {{tmp\|Bio}} che ne segnala la mancanza. Se i dati riportati sono sbagliati, correggi direttamente la voce biografica; le modifiche saranno visibili in questa lista entro pochi giorni. Per chiarimenti vedi il progetto biografie. La lista contiene solo le 71 persone che sono citate nell'enciclopedia e per le quali è stato implementato correttamente il template Bio. Pagina aggiornata al 26 mar 2025. |

## Gennaio(4)
- 17 gennaio - Humayun, imperatore indiano (n. 1508)
- 21 gennaio - Eustace Chapuys, diplomatico francese (n. 1490)
- 21 gennaio - Massimo il Greco, umanista, linguista e religioso greco (n. 1480)
- 24 gennaio - Juan Claros de Guzmán, IX conte di Niebla, nobile spagnolo (n. 1519)

## Febbraio(3)
- 12 febbraio - Giovanni Poggio, cardinale e vescovo cattolico italiano (n. 1493)
- 13 febbraio - Porzia de' Rossi, italiana
- 26 febbraio - Federico II del Palatinato, nobile (n. 1482)

## Marzo(2)
- 21 marzo - Thomas Cranmer, arcivescovo anglicano inglese (n. 1489)
- 23 marzo - Claudio Tolomei, umanista, letterato e vescovo cattolico italiano

## Aprile(5)
- 4 aprile - Cristoforo Gherardi, pittore italiano (n. 1508)
- 6 aprile - Konrad Pelikan, umanista e teologo tedesco (n. 1478)
- 7 aprile - Jerónimo de Alderete, esploratore spagnolo
- 18 aprile - Luigi Alamanni, poeta italiano (n. 1495)
- 24 aprile - Girolamo degli Albizi, politico e condottiero italiano (n. 1485)

## Maggio(3)
- 4 maggio - Luca Ghini, medico, botanico e farmacologo italiano (n. 1490)
- 5 maggio - William Stafford, militare inglese (n. 1508)
- 28 maggio - Saitō Dōsan, militare giapponese (n. 1494)

## Giugno(4)
- 2 giugno - Francesco Venier, politico italiano (n. 1489)
- 5 giugno - Miguel da Silva, nobile e vescovo cattolico portoghese (n. 1480)
- 10 giugno - Martin Agricola, compositore e teorico della musica tedesco (n. 1486)
- 15 giugno - Ambrogio Cavalli, teologo italiano

## Luglio(2)
- 9 luglio - Girolamo da Santacroce, pittore italiano
- 31 luglio - Ignazio di Loyola, religioso e militare spagnolo (n. 1491)

## Agosto(4)
- 1º agosto - Girolamo da Carpi, pittore e architetto italiano (n. 1501)
- 19 agosto - Pomponio Algieri, italiano
- 25 agosto - David Joris, teologo fiammingo
- 26 agosto - Mariano Socini il giovane, giurista italiano (n. 1482)

## Settembre(3)
- 8 settembre - Martin Frecht, teologo tedesco (n. 1494)
- 18 settembre - Edward Courtenay, I conte di Devon, nobile inglese (n. 1527)
- 25 settembre - Reinoud III van Brederode, nobile olandese (n. 1492)

## Ottobre(2)
- 21 ottobre - Pietro Aretino, poeta, scrittore e drammaturgo italiano (n. 1492)
- 31 ottobre - Johannes Sleidanus, storico lussemburghese (n. 1506)

## Novembre(3)
- 4 novembre - Robert IV de la Marck, nobile e ufficiale francese (n. 1512)
- 12 novembre - Anna Lodron, nobildonna italiana
- 14 novembre - Giovanni Della Casa, letterato, scrittore e arcivescovo cattolico italiano (n. 1503)

## Dicembre(1)
- 23 dicembre - Nicholas Udall, letterato e drammaturgo inglese (n. 1505)

## Senza giorno specificato(35)
- Robert Aldrich, vescovo anglicano inglese
- Francesco Alunno, grammatico italiano (n. 1485)
- Gonçalo Annes Bandarra, scrittore portoghese (n. 1500)
- Michelangelo Anselmi, pittore italiano
- Giulio Aquili, pittore italiano
- Tullia d'Aragona, poetessa e letterata italiana
- Abramo Arié, medico italiano (n. 1484)
- Nicolas Bachelier, scultore, architetto e orafo francese (n. 1487)
- Balthazar Arnoullet, editore francese (n. 1517)
- Ermolao Barbaro, politico italiano (n. 1493)
- Francesco Bernardo, diplomatico e imprenditore italiano (n. 1517)
- Giovanni Francesco Bini, letterato italiano (n. 1484)
- Andrea Buora, architetto e scultore italiano
- Pietro Paolo Caporella, vescovo cattolico, teologo e scrittore italiano
- Alonso de Alvarado, generale spagnolo (n. 1500)
- Richard Chancellor, esploratore britannico (n. 1521)
- Dionisio II di Costantinopoli, arcivescovo ortodosso greco
- Benedetto Fontanini, religioso italiano (n. 1495)
- Valentin Friedland, pedagogista tedesco (n. 1490)
- Fuzûlî, poeta turco
- Juan Gil, teologo spagnolo (n. 1495)
- Susanna Gonzaga, nobildonna italiana (n. 1485)
- Marco Guazzo, storico italiano (n. 1480)
- Lorenzo Violi, notaio e scrittore italiano (n. 1465)
- Oda Nobumitsu, militare giapponese (n. 1516)
- Oda Nobutoki, militare giapponese
- Dominique Phinot, francese (n. 1510)
- Gerolamo Rorario, umanista, scrittore e diplomatico italiano (n. 1485)
- Ferdinand Sturm, pittore olandese (n. 1515)
- Sebestyén Tinódi Lantos, poeta ungherese (n. 1510)
- Filippo Tornielli, condottiero italiano
- Hemu, imperatore indiano (n. 1501)
- Lodovico Vistarini, condottiero italiano (n. 1491)
- Donato de Boni di Pellizuoli, architetto e ingegnere italiano
- Antonio de Ziliis di Quetta, giurista italiano (n. 1480)